# Naš Tito
Naš Tito je bil iz kamnov narejen napis na hribu Sabotin nad Novo Gorico in Gorico. Nastal je leta 1978 ob velikem shodu jugoslovanskih mladincev v Novi Gorici v čast dosmrtnemu predsedniku Socialistične federativne republike Jugoslavije, Josipu Brozu - Titu. Po podpisu Osimskega sporazuma 10. novembra 1975 in z njim povezanim premikom meje so napis Naš Tito jugoslovanski brigadirji premaknili na pobočje pod Svetim Valentinom. Črke so bile visoke 25 metrov, napis pa je bil dolg 100 m. 
Za 8. maj, ki je predvečer dneva zmage, napis obiščejo ljudje in na napis postavijo bakle, da zažari v njihovi svetlobi. To se je zgodilo leta 2005, 2006, 2007, 2008, 2009, 2010, 2012, 2014.
V bližini ob nekdanji italijanski vojašnici se nahaja napis W L'Italia (prevod: Živela Italija).

## Preoblikovanja
Leta 2004 so ga neznanci spremenili v napis SLO. V marcu 2005 so napis SLO spet spremenil nazaj v Naš Tito, nekaj dni kasneje pa so ga spremenili v Naš Fido. Napis so že naslednji dan spremenili nazaj v Naš Tito. Od pomladi 2006 so se vojne z napisi nadaljevale, neznanci so namreč spremenili napis v Naš Tigr, kasneje zopet v Naš Tito. Parcelo na Sabotinu, kjer je stal trenutno razdejani napis, je kupil slovenski politik Ivo Hvalica, pobudnik za odstranitev napisa. Kot lastnik parcele se je odločil, da ga na njej ne želi imeti. Ker naj bi bila v njegovi lasti oz. najemu le parcela z delom napisa "NAŠ", je preostanek z napisom "TITO" ostal. 
V noči na 2. marec 2013 je skupina aktivistov Vseslovenske ljudske vstaje (VLV) napis preoblikovala v »VSTAJA«. Pri nočni akciji je sodelovali več kot 40 vstajnikov iz različnih koncev Slovenije. Dva dni kasneje, v noči na 4. marec, je skupina 26 aktivistov novi napis še prebarvala z apnom. V juliju 2015 je bil napis spremenjen v »THC«.

## Podobni napisi

### Slovenija
- Napis TITO (45°52′5.94″N 13°39′9.26″E / 45.8683167°N 13.6525722°E), nekoliko zahodneje še simbol srp in kladivo (45°52′11.4″N 13°38′57.5″E / 45.869833°N 13.649306°E) in še nekoliko zahodneje napis FLRJ (45°52′13.7″N 13°38′42.2″E / 45.870472°N 13.645056°E), južno od Nove Gorice na pobočju Črnih hribov pod Velikim Vrhom
- Napis TITO nad gradom Rihemberk (45°50′52.72″N 13°47′44.58″E / 45.8479778°N 13.7957167°E)
- Napis TITO na Krasu nad vasjo Brestovica (45°49′00.9″N 13°37′36.5″E / 45.816917°N 13.626806°E)
- Napis TITO na Krasu nad vasjo Lipa (45°51′09.7″N 13°42′09.0″E / 45.852694°N 13.702500°E)
- Napis TITO na hribu Kokoška nad Lipico (45°38′45.5″N 13°53′30.6″E / 45.645972°N 13.891833°E)
- Napis TITO nad naseljem Dekani v slovenski Istri (45°32′57.9″N 13°49′24.1″E / 45.549417°N 13.823361°E)
- Napis TITO, narejen iz dreves, ob Liptovski cesti v Slovenskih Konjicah (46°20′26.4″N 15°25′23.6″E / 46.340667°N 15.423222°E)

### Hrvaška
- Napis TITO tik za slovensko-hrvaško mejo v Prezidu (45°38′45.7″N 14°34′2.17″E / 45.646028°N 14.5672694°E)
- Napis TITO na otoku Sveti Grgur (44°52′16.52″N 14°45′19.63″E / 44.8712556°N 14.7554528°E)

Hrvaška Istra
- Betonski napis TITO v vasi Melnica (45°04′28.2″N 14°01′02.08″E / 45.074500°N 14.0172444°E)
- Napis TITO iz oljk v kraju Vabriga (45°17′39.95″N 13°37′16.39″E / 45.2944306°N 13.6212194°E)